# 룽강구 (선전시)

룽강 구의 위치

룽강구(한국어: 용강구, 중국어: 龙岗区, 병음: Lónggǎng Qū)는 중화인민공화국 광둥성 선전시의 현급 행정구역이다. 선전 경제특구의 외곽, 시의 북동쪽에 위치하고 선전에서 가장 면적이 넓은 구이다. 넓이는 941km2이고, 인구는 2007년 기준으로 370,000명이다.

## 기후
연평균 기온은 22 °C이고 최저기온은 1.4 °C까지 떨어지며, 최고기온은 36.6 °C까지 올라간다. 연평균 강수량은 1933mm이고 연평균강수일은 140일이다. 무상일수는 335일이다.

## 역사
룽강 구는 1993년 1월 1일에 설치되었다.

## 경제
화웨이의 본사가 룽강 구에 위치한다.

## 행정 구역
11개 가도를 관할한다.
- 가도: 平湖街道办,布吉街道办,吉华街道办,坂田街道办,南湾街道办,横岗街道办,园山街道办,龙岗街道办,龙城街道办,宝龙街道办,坪地街道办